# Jonis Khoris
Jonis Khoris (n. 15 martie 1989) este un fotbalist marocano-italian care evoluează în prezent la HinterReggio.

## Cariera de club
Jonis și-a început cariera la Genoa înainte să revină în sudul Italiei, la Reggina în ianuarie 2005. În sezonul următor a fost împrumutat la Varese, debutând pentru Reggina în ianuarie 2008, într-o înfrângere împotriva Interului. Înaintea acelui meci, echipa sa pierduse prima manșă din Cupa Italiei.
În ianuarie 2009 a fost împrumutat la Ravenna unde putea rămâne definitiv, însă nu s-a întâmplat acest lucru, semnând cu Taranto. În august 2009 a semnat cu Barletta de care s-a despărțit în februarie 2010.
În noiembrie 2010 a semnat iarăși cu Reggina pe 3 sezoane, fiind împrumutat la Lucchese. După acest împrumut a luat în sezonul următor tricoul cu numărul 8.
Pe 29 august 2011 a fost împrumutat la Giulianova, dar în ianuarie 2012 s-a reîntors la echipa din sudul Italiei, semnând în iulie 2012 un contract cu HinterReggio.

## Viața personală
Despre Jonis se spunea că s-ar fi născut la București, însă acesta a dezmințit zvonurile, declarând că s-a născut în Salerno, Italia.